# Хакала, Аки Маркус
Аки-Маркус Юхани Хакала (фин. Aki-Markus Juhani Hakala; род. 28 октября 1979 года) — финский музыкант, ударник финской рок-группы «The Rasmus».

## Биография
Аки Маркус Хакала родился в Эспоо, Финляндия, 28 октября 1979 года. Начал музыкальную карьеру как ударник групп Killer и Kwan. В 1999 году присоединился к группе The Rasmus, сменив ударника Янне Хейсканена, который покинул группу, чтобы «найти себя». До этого Аки продавал сувениры The Rasmus на их концертах и был их сторонником.
По словам Аки, единственное, что он умеет хорошо делать — это играть на барабане. Однако в 2001 году снимался в финском телесериале «Siamin tytöt», а также умеет играть на гитаре.
В 2006 году Аки решил сделать лазерную коррекцию зрения, и перестал носить свои фирменные черные очки. В начале 2007 года он прекращает красить волосы в чёрный цвет и останавливается на натуральном, сам же Аки — блондин.